# Epepeotes lugubris
Epepeotes lugubris là một loài bọ cánh cứng trong họ Cerambycidae.